# 'Abd al-Karim al-Sam'ani
Abū Saʿd ʿAbd al-Karīm Ibn al-Samʿānī ibn Abī Bakr Muḥammad b. Abī l-Muẓaffar (al-)Manṣūr al-Tamīmī al-Marwazī al-Shafiʿī, detto  Tāj al-Islām (o al-Dīn), ossia "Corona dell'Islam" o "della religione" (in arabo ﺍﺑﻮ ﺳﻌﺪ ﻋﺒﺪ ﺍﻟﻜﺮﻴﻢ ﺍﺑﻦ ﺍﻟﺴﻤﻌﺎﻧﻲ ‎?; Merv, 10 febbraio 1113 – Merv, 26 dicembre 1166) è stato un genealogista arabo.
Ibn al-Samʿānī (ossia di Samʿān), fu un Arabo originario della tribù dei B. Tamīm, conosciuto come uno dei più importanti autori musulmani di genealogie (ansāb).
Di famiglia sciafeita, anche se il nonno era stato inizialmente hanafita, effettuò precocemente il suo ṭalab al-ʿilm, recandosi sulle orme paterne nella grande città di Nishapur e quindi a Ṭūs, prima di visitare per motivi di studio Iṣfahān e Hamadān, da cui si mosse per giungere a Baghdād. Fu poi nelle due Città Sante del Ḥijāz, e nel Bilād al-Shām, per poi tornare verso oriente e visitare il Khwārazm, la città di Herāt, nell'attuale Afghanistan (allora parte del Khorasan), di Balkh (odierno Turkmenistan) e di Bukhāra e Samarcanda (Uzbekistan di oggi).

## Opere
Tra le sue opere spicca il Kitāb al-ansāb (Libro delle genealogie), ricco di 5.348 lemmi, organizzati alfabeticamente in base alla nisba, di cui si fornisce l'esatta pronuncia, indicando il luogo di azione del personaggio in esame e la sua appartenenza a gruppi o tribù. Il lemma viene completato con un minuzioso elenco degli eventuali maestri e allievi del personaggio, oltre che dalla data di morte, se conosciuta. Viene altresì indicata ogni eventuale omonimia.
Il libro è fondamentale per rintracciare e valutare l'affidabilità di ogni muḥaddith, diventando strumento indispensabile nella cosiddetta "scienza dei rijal"
Un altro lavoro d'interesse biografico è l'al-Taḥbīr fī l-Muʿjam al-kabīr, ricco di oltre 1.200 lemmi di personalità di ambo i sessi conosciute da Samʿānī nelle sue peregrinazioni di studioso.